# Ronald Garan
Ronald John Garan Jr. (Yonkers, 30 de outubro de 1961) é um astronauta e piloto da Força Aérea dos Estados Unidos.
Formado em economia pela Universidade de Nova Iorque em 1982, ele entrou para a força aérea e se tornou segundo-tenente em 1984, pilotando jatos F-16, baseado na Alemanha entre 1986 e 1988. De agosto de 1990 a março de 1991 participou de missões nas operações Escudo do Deserto e Tempestade no Deserto, no Kuwait e no Iraque.
Graduado pela Escola de Piloto de Teste Naval dos Estados Unidos, como diversos outros pilotos-astronautas, serviu por diversos períodos como piloto-instrutor. Tem um total de 4500 horas de vôo em 30 aeronaves diferentes.

## NASA
Garan foi selecionado como piloto pela NASA em julho de 2000, iniciando o período de dois anos de treinamentos para astronauta no Centro Espacial Johnson, no mês seguinte. Após a conclusão e aprovação no curso, serviu em funções técnicas ligadas ao ônibus espacial e ao setor de astronautas da agência.
Em abril de 2006 ele se transformou num aquanauta, ao integrar a expedição NEEMO 9 no laboratório submarino Aquarius, o único laboratório de pesquisa sob o mar do mundo, usado pela NASA para simular as condições da vida e da movimentação humana no espaço. Durante os dezesseis dias da missão submersa, a tripulação desenvolveu novos procedimentos para exploração da superfície lunar, entre outras experiências.
Em 31 de maio de 2008 foi ao espaço pela primeira vez como piloto da missão STS-124 da Discovery. Durante sua permanência no espaço, Garan foi escalado, como especialista de missão, para operar o braço robótico do ônibus espacial e perfazer três atividades extraveiculares na tarefa de instalação na ISS da segunda parte do laboratório japonês de pesquisas Kibo.
Sua segunda ida ao espaço foi em 4 de abril de 2011, na Soyuz TMA-21, participando das comemorações aos 50 anos do pioneiro voo de Iuri Gagarin. Garan fez parte da tripulação que passou seis meses na Estação Espacial Internacional durante as Expedições 27 e 28. Ao fim do período de permanência na ISS, ele voltou à Terra junto com a tripulação da TMA-21, pousando nas estepes do Cazaquistão em 16 de setembro de 2011. 